# Републикански път III-8222
Републикански път IIІ-8222 е третокласен път, част от Републиканската пътна мрежа на България, преминаващ изцяло по територията на Софийска област. Дължината му е 21,8 km.
Пътят се отклонява надясно при 16 km на Републикански път III-822 северно от село Ново село и се насочва на изток. Преодолява високата 1000 m седловина, свързваща рилският рид Шумнатица и Септемврийски рид на Ихтиманска Средна гора и достига до най-горното течение на река Очушница (ляв приток на Марица). В този си участък пътят не е изграден и представлява полски (горски) път. Оттук продължава на югоизток, надолу по долината на Очушница, наллиза в Костенецко-Долнобанската котловина, минава през село Пчелин и в западната част на град Костенец се свързва с Републикански път II-82 при неговия 1 km.
| Пътища, отклоняващи се надясно (населено място, № на пътя, посока на пътя) | km   | Пътища, отклоняващи се наляво (посока на пътя, № на пътя, населено място) |
| -------------------------------------------------------------------------- | ---- | ------------------------------------------------------------------------- |
| Община Самоков, III-822, 16 km →                                           | 0,0  | → 16 km, III-822, Община Самоков                                          |
| Община Костенец                                                            | 4,4  | Община Костенец                                                           |
|                                                                            | 10,7 | → общински път (за с.Очуша)                                               |
|                                                                            | 12,6 | → общински път (за с.Подгорие)                                            |
| (за гр. Долна баня) общински път ←                                         | 14,2 |                                                                           |
|                                                                            | 16   | → общински път (за с.Пчелин)                                              |
|                                                                            | 19   | → общински път (за с.Горна Василица)                                      |
| гр. Костенец                                                               | 20,5 | ← гр. Костенец, 2,5 km, III-8002 (от гр. Момин проход)                    |
| (до гр. София) II-82, 1 km, гр. Костенец ←                                 | 21,8 | ← гр. Костенец, 1 km, II-82 (от гр. Костенец                              |